# Стуккенберг, Вигго
Вигго Хенрик Фог Стуккенберг (дат. Viggo Henrik Fog Stuckenberg; 17 сентября 1863, Альбертслунн, — 6 декабря 1905, Копенгаген) — датский писатель.

## Биография
Выходец из интеллигентской буржуазной семьи, изучал филологию в Копенгагенском университете. В своих ранних произведениях, относящихся к концу 80-х годов (Собрание стихов (Digte, 1886), роман «I Gennembrud» (На рубеже, 1888) и «Messias» (1889)), Стуккенберг стоял на позициях позитивизма, но уже в большой драматической поэме «Den vilde Jacger» (Дикий охотник, 1894) и диалогах «Romerske scener» (1895) он решительно порвал с реальной действительностью и ушёл в мистику и метафизику средневековья.
Полная разочарованность в окружающей действительности толкала Стуккенберга ещё дальше по пути романтической мечты, и с каждым новым произведением он всё больше погружался в область неясных ощущений и мистических предчувствий. Это роднило его с бельгийским писателем Морисом Метерлинком. В романе «Valravn» (Ворон, 1896) любовь трактуется как проклятье жизни. В 1898 году появился «Hjemfalden» (Раб семьи), роман в форме дневника человека, осуждённого за ряд преступлений, совершённых им ради семьи, в 1899 году — роман «Asmodéus», в котором Стуккенберг старается раскрыть настроения и чувства бродяг больших дорог. Оба романа проникнуты глубоким пессимизмом, который не оставляет и в последних его работах: сборник стихов «Flyvnde Sommer» (1898) и «Sne» (Снег, 1901).
Умер в Копенгагене от воспаления почек.

## Сочинения
- 1886 Digte
- 1887 I Gennembrud
- 1889 Messias
- 1895 Fagre Ord
- 1896 Valravn
- 1898 Flyvende Sommer
- 1899 Vejbred
- 1901 Sne
- 1905 Aarsens Tid
- 1906 Sidste Digte